# John Banister (Botaniker)
John Banister (* 1650 in Twigworth, Gloucestershire; † Mai 1692 in Virginia) war ein englischer Botaniker und Entomologe. Sein offizielles botanisches Autorenkürzel lautet „Banister“.

## Leben und Wirken
John Banister ist der Sohn seines gleichnamigen Vaters John Banister. 1667 begann er sein theologisches Studium am Magdalen College der englischen University of Oxford und machte 1674 dort seinen Abschluss.  Bis zu seiner Priesterweihe 1676 war er am Magalen College als Geistlicher tätig. Von 1676 bis 1678 war er dort Kaplan.
Während seines Studiums entdeckte er bei Besuchen des Oxford Physic Garden sein Interesse für Botanik und er begann die Vorlesungen von Robert Morison zu besuchen. Morison, der von Banisters Fähigkeiten beeindruckt war, überzeugte Henry Compton, Bischof von Oxford und später London, Banister im Auftrag der Anglikanischen Kirche nach Virginia zu senden.
Über Barbados und Grenada gelangte er vor Weihnachten 1677 in Virginia an, wo er 1678 seine Tätigkeit als Pfarrer aufnahm.
Banister unternahm zahlreiche Sammelreisen im Gebiet um den James River und sandte die von ihm gesammelten Pflanzen, Muscheln und Insekten mit Beschreibungen u. a. an Jacob Bobart, Henry Compton, Samuel Doody, Martin Lister, Robert Morison, Leonard Plukenet, John Ray und Hans Sloane.
1690 erwarb er in der Nähe des Appomattox River 1735 Acres Boden, die zwei Sklaven für ihn bewirtschafteten. Die Plantage sollte seine botanischen Studien finanzieren.
Während einer Sammelreise entlang des Roanoke Rivers wurde er versehentlich erschossen. John Banister war verheiratet und hatte einen Sohn.
Seine Kataloge und seine Sammlung wurden nach seinem Tod von Hans Sloane erworben.

## Beiträge zu den Werken anderer Autoren
John Banisters Natural History of Virginia blieb unvollendet. Er beschrieb ungefähr 340 Pflanzenarten und hatten damit Einfluss auf die folgenden Werke:
- Martin Lister: Historia conchyliorum (1686–1688)
- John Ray: Historia plantarum (Band 2, 1688 und Band 3, 1704)
- Leonard Plukenet: Phytographia (1691–1705)
- Robert Morison: Plantarum historiae (Band 3, 1699)

## Ehrungen
William Houstoun benannte ihm zu Ehren die Gattung Bannisteria der Pflanzenfamilie der Malpighiengewächse (Malpighiaceae). Carl von Linné übernahm später diesen Namen und änderte die Schreibweise in Banisteria. Die Bezeichnung ist heute ein Synonym zu Heteropteris Kunth.
Die Gattung Banisteriopsis C.B.Rob. ist ebenfalls nach ihm benannt.
Auch die seit 1992 erscheinende Zeitschrift Banisteria die sich der Naturgeschichte Virginias widmet, ist nach John Banister benannt. Die Zeitschrift wird von der Virginia Natural History Society herausgegeben.